# Швидкісний трамвай

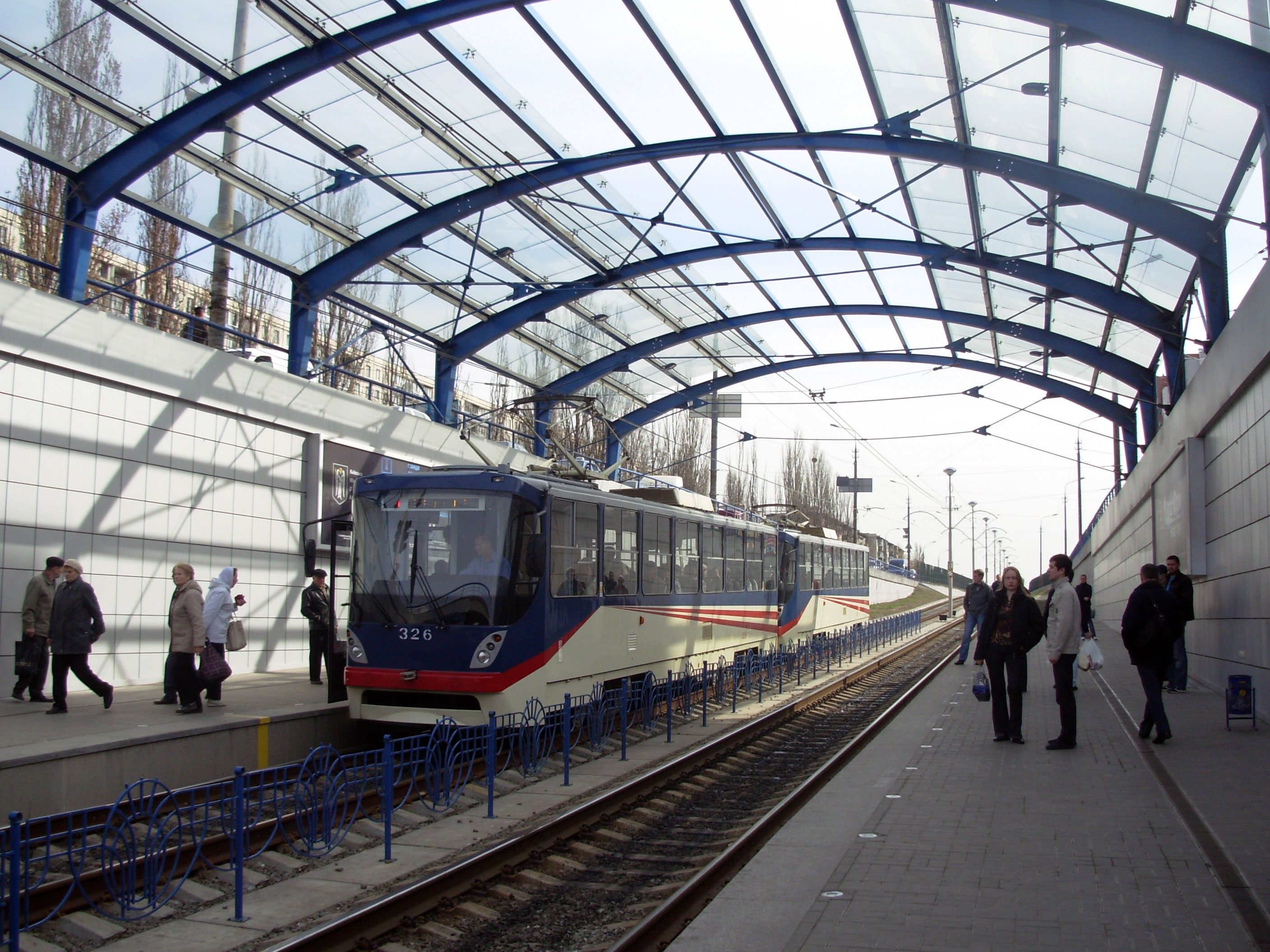
Станція «Гната Юри» Київського швидкісного трамвая, 2011

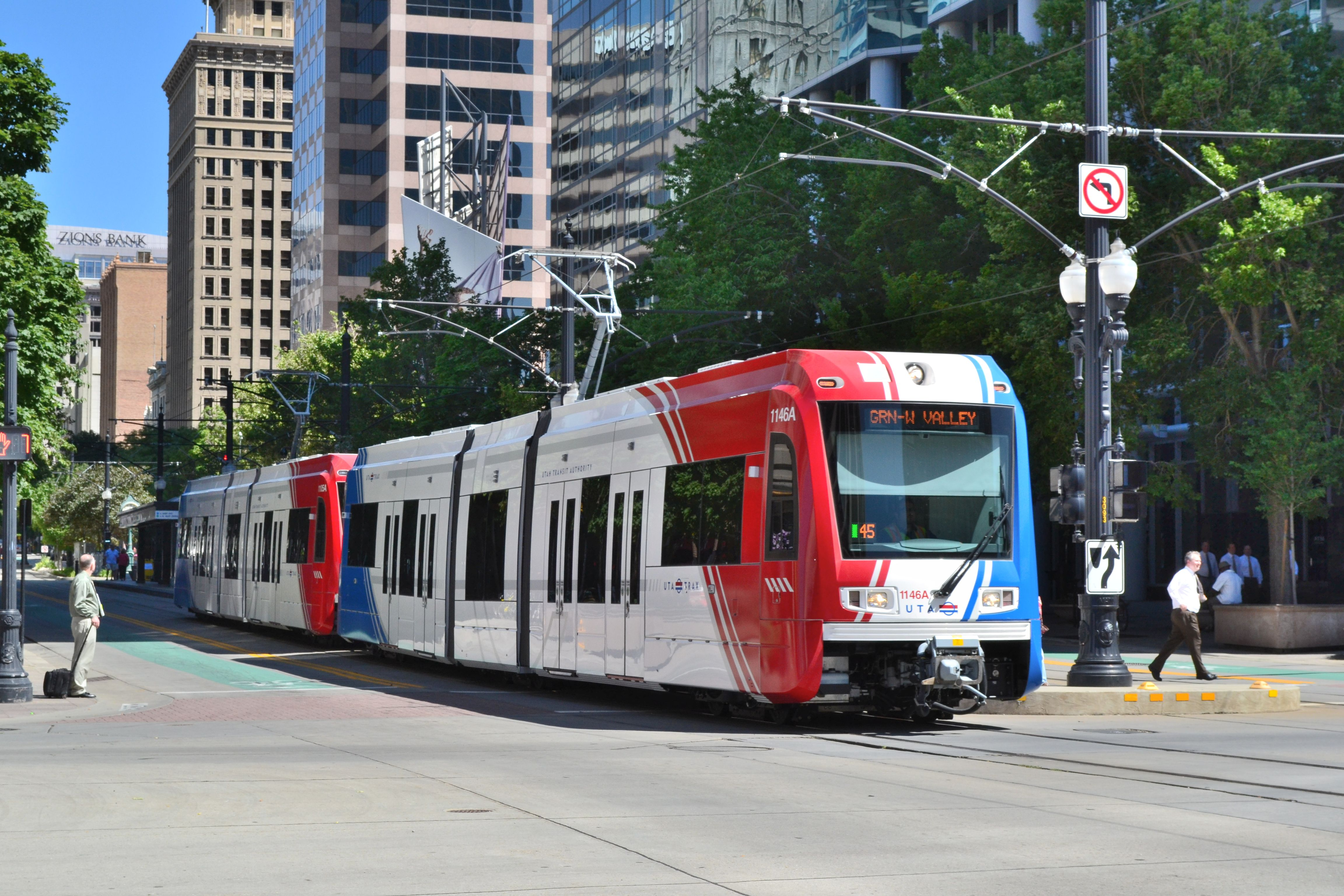
Швидкісний трамвай у транспортній системі TRAX міста Солт-Лейк-Сіті, штат Юта, США

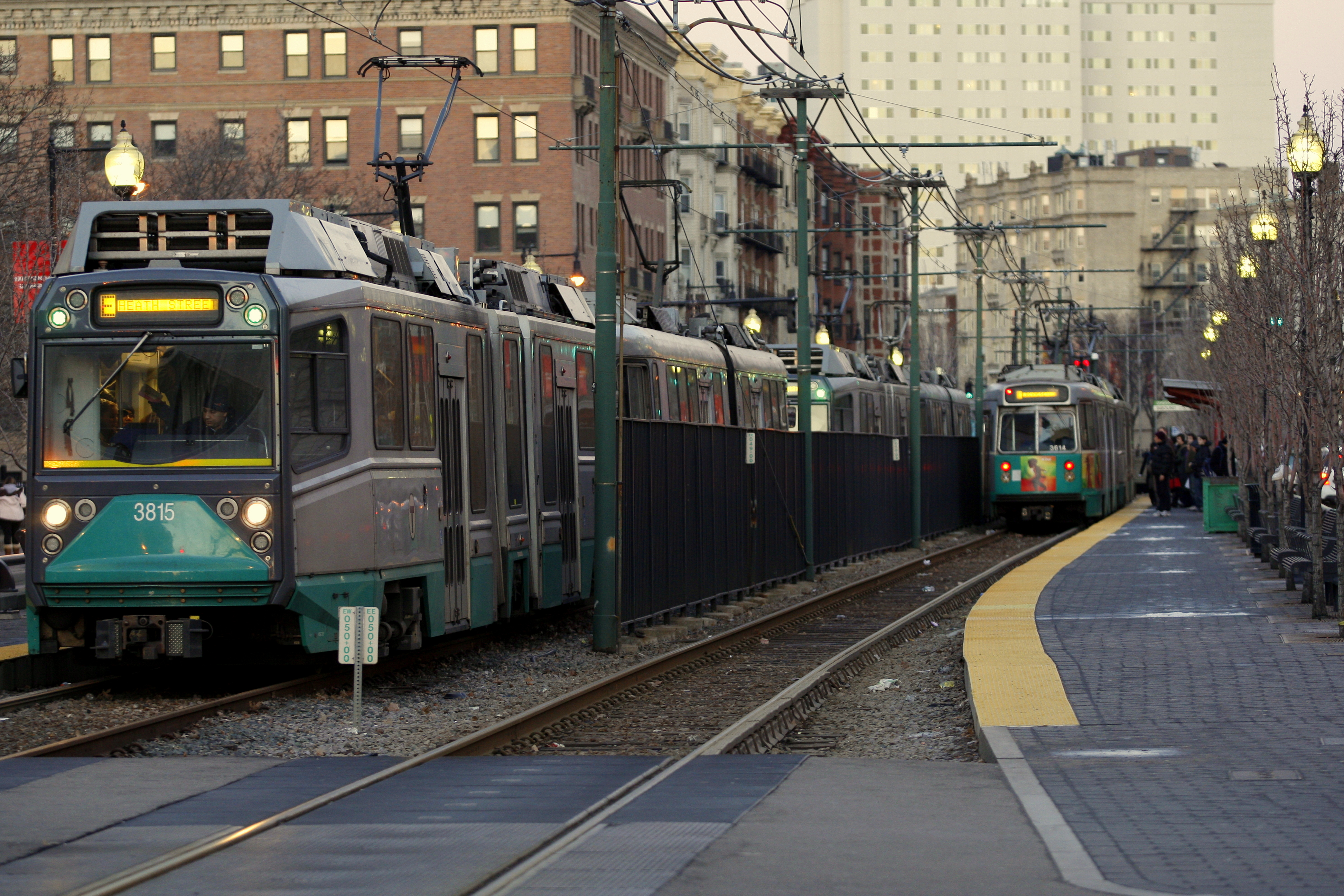
Швидкісний трамвай у Бостоні (штат Массачусетс, США) щоденно перевозить близько чверті мільйона пасажирів

Шви́дкісний трамва́й (англ. light rail — LR, light rail transit — LRT, fast tram) — електрифікована рейкова транспортна система, що може оперувати одно- або багатовагонними составами в межах окремої смуги відведення на рівні земляної поверхні, на естакадах, під землею або на вулицях; здатна виконувати посадку і висадку пасажирів на станційних платформах, на рівні вулиць, колії, підлоги вагонів, і яка зазвичай живиться від повітряної контактної мережі.

## Означення
«Track Design Handbook for Light Rail Transit» подає деталізоване означення терміна «швидкісний трамвай»:
- Швидкісний трамвай є системою електропривідних пасажирських вагонів на сталевих колесах, що рухаються по сталевих рейках.
- Напруга подається від підвісної контактної мережі з використанням пантографа або іншого пристрою для подачі напруги й повертається до підстанції через рейки.
- Колії та вагони повинні мати можливість поділяти вулиці з іншими колісними транспортними засобами або пішоходами. Колія може також бути прокладена у відокремленій смузі відведення.
- Вагони здатні проходити кругові криві радіусом 25 м, а інколи й крутіші, щоб вписатися у міські вулиці.
- Вагони не запроєктовані на вимоги безпеки, що вимагаються для залізничних пасажирських вагонів, і тому не можуть експлуатуватися на лініях разом із залізничним транспортом.

Інші означення:
|  | Швидкісний трамвай — це електричний колійний вид транспорту, що може бути стадійно розвинутий із трамвайного транспорту до швидкісної системи, і який функціонує частково на окремій виділеній смузі Оригінальний текст (англ.) Light rail transit (LRT) is an electric rail-borne form of transport which can be developed in stages from a tramway to a rapid transit system operated partially on its own right-of-way. |

|  | Міський електропоїзд відзначається здатністю оперувати окремими вагонами або кількома вагонами виключно на відведеній смузі на рівні землі, на віадуках, під землею, або, в окремих випадках, на дорогах загального призначення, і здійснювати посадку-висадку пасажирів на платформи чи на рівень колії Оригінальний текст (англ.) A metropolitan electric railway system characterized by its ability to operate single cars or short trains along exclusive rights-of-way at ground level, on aerial structures, in subways, or occasionally, in streets and to board and discharge passengers at track or car floor level. |

Рада транспортних досліджень (США) 1977 року визначала швидкісний трамвай як «вид міського транспорту, що працює переважно (але не обов'язково) на відведеній смузі руху. Електроприводні вагони використовуються як поодинці, так і в тандемах. Швидкісний трамвай пропонує широкий діапазон провізної спроможності та технічних показників за помірні кошти».
Американська асоціація громадського транспорту у своєму термінологічному словнику визначає LR як 
|  | …вид транспортного сервісу, що перевозить пасажирів в окремих вагонах залізничного типу, по закріплених рейках у відведеній смузі, яка часто відділена від іншого транспортного руху на частині або на повному маршруті. Транспортні засоби зазвичай електропривідні з подачею струму від контактної підвісної мережі, керуються водіями, і можуть передбачати посадку з високих платформ або з використанням сходинок. Оригінальний текст (англ.) Light Rail is a mode of transit service ... operating passenger rail cars singly (or in short, usually two-car or three-car, trains) on fixed rails in right-of-way that is often separated from other traffic for part or much of the way. Light rail vehicles are typically driven electrically with power being drawn from an overhead electric line via a trolley or a pantograph; driven by an operator on board the vehicle; and may have either high platform loading or low level boarding using steps. |

Проте існують винятки, наприклад, на лініях Trillium Line швидкісного трамвая O-Train в Оттаві (Канада), River Line у Нью-Джерсі (США) та Sprinter (швидкісний трамвай) у Каліфорнії курсують дизельні поїзди.
Технічні показники швидкісних трамваїв дуже різняться, одні системи наближені до метрополітену, і навіть до пасажирських поїздів, інші наближаються до легкого метрополітену. Окремі швидкісні трамваї практично залишаються звичайними трамваями, маючи виділену смугу лише на частині маршруту. Швидкісні трамваї є в багатьох країнах і особливої популярності вони набули в останні роки, що пов'язано з низькими (у порівнянні з метрополітеном) затратами на будівництво і експлуатацію цієї транспортної системи.

## Термінологія

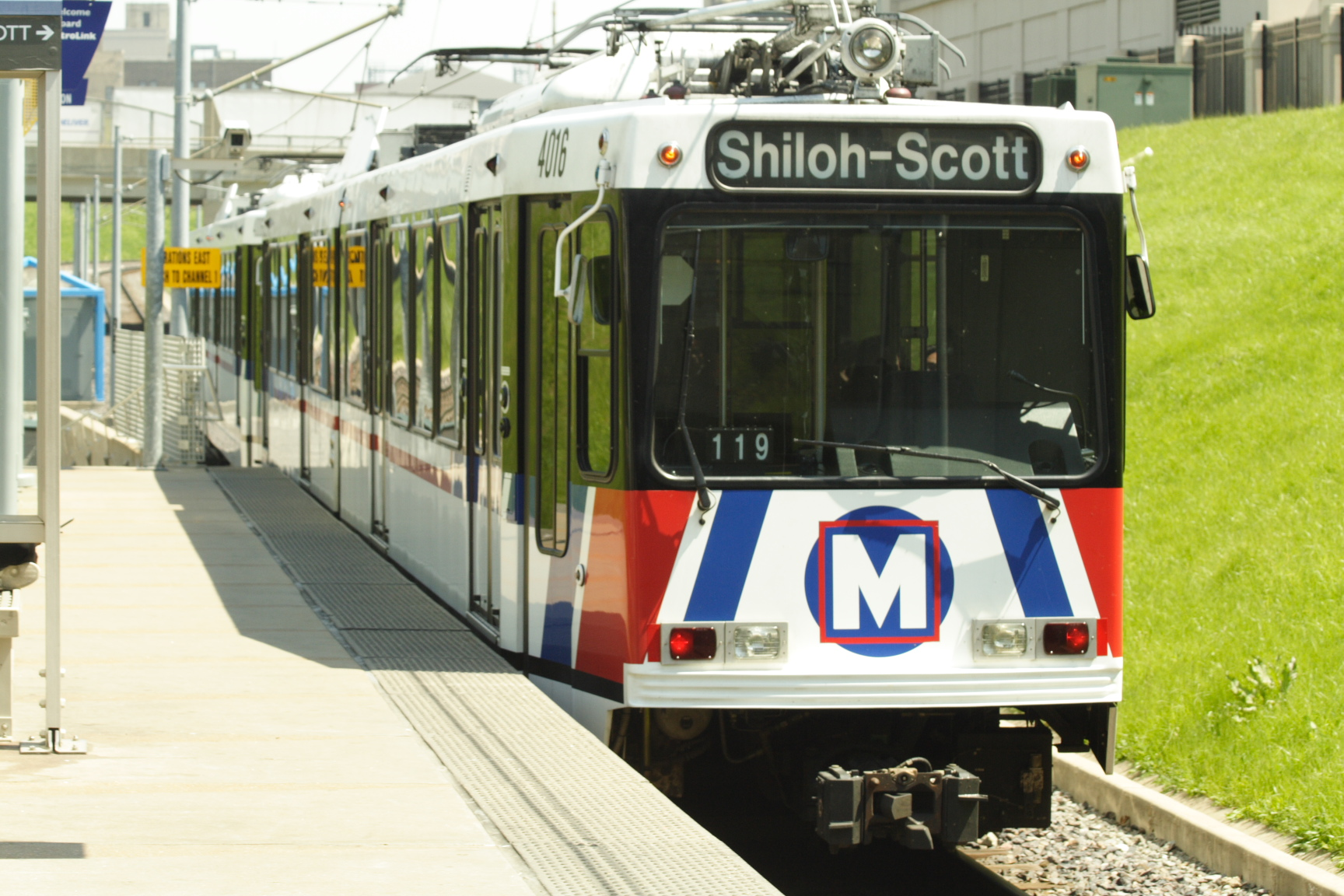
Легкий метрополітен Сент-Луїса, штат Міссурі, США

В американській та британській англійській існує певна невідповідність у термінах. Так, наприклад, слово tram у Британії означає трамвай, а в Північній Америці цьому слову відповідає streetcar, натомість tram вживається в Америці для канатної дороги, або, як у Діснейленді, для безрейкового поїзда. Британський термін для канатної дороги cable car у США означає зазвичай канатний трамвай. Слово trolley, що в США часто належить до звичайного трамвая, в Англії та Канаді вживається на позначення магазинних візків.
Різниця між британським та американським варіантами англійської почала розвиватися наприкінці XIX століття, коли американці прийняли термін «street railway» для позначення трамвая. Після Другої світової війни, коли у Великій Британії залишилася лише одна трамвайна лінія в Блекпулі, використання терміна «tram» для нового виду трамвая не викликало плутанини. У той самий час в Америці в семи великих містах ще працювали традиційні трамвайні лінії.
Тому для нового виду трамвайного сполучення потрібен був окремий термін, щоб відрізнити його від уже наявних трамвайних маршрутів. А в Портленді (штат Орегон) з 1980-х років існують аж три види трамвая — швидкісний MAX Light Rail, традиційний — Трамвай Портленда і канатний Portland Aerial Tram.

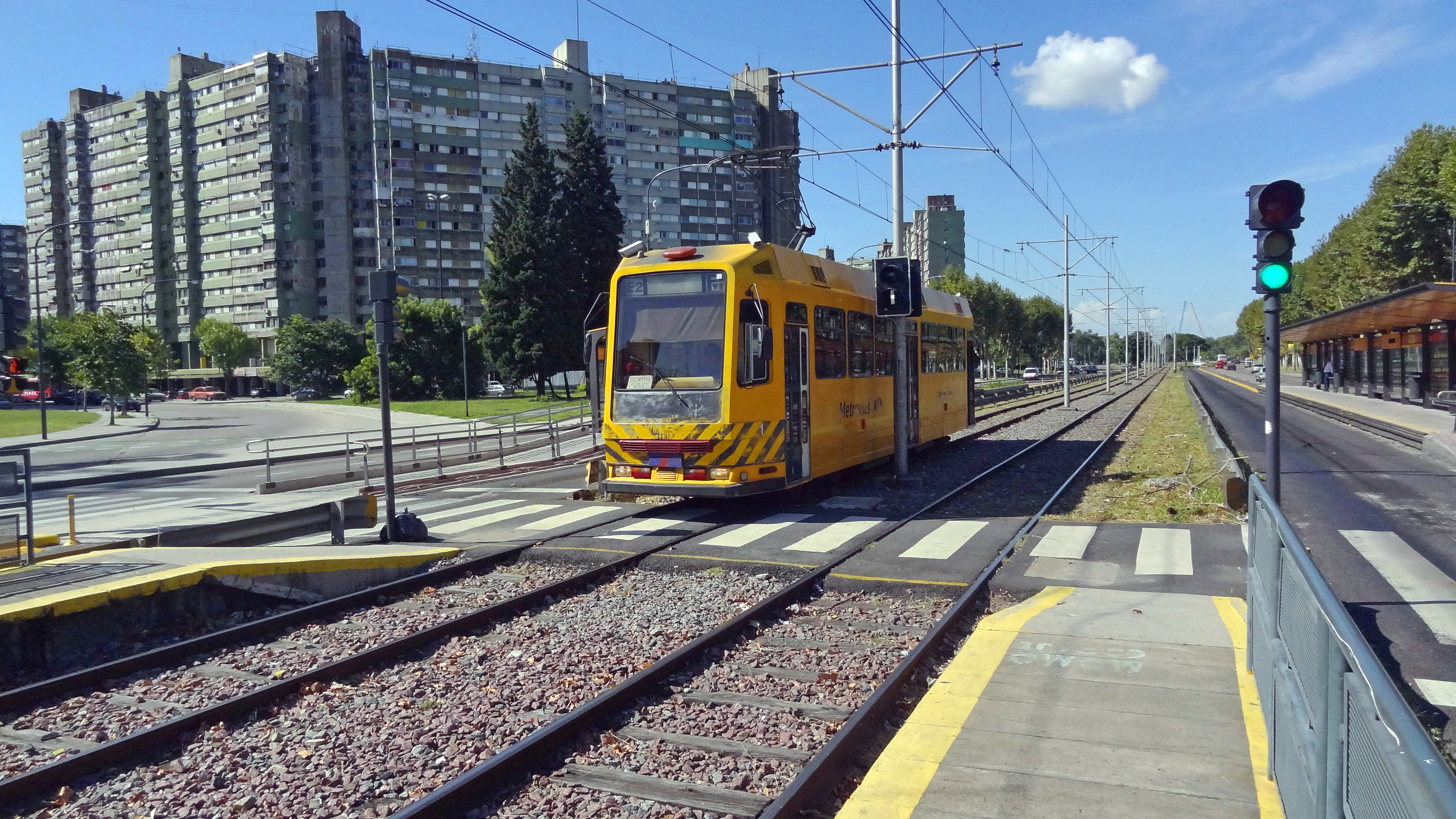
Преметро у Буенос-Айресі

Термін «light rail» (укр. легка рейка) впровадила у 1972 році Адміністрація Міського Транспорту США UMTA (тепер — Федеральна адміністрація громадського транспорту) для опису нової транспортної системи, що набувала популярності в Європі. У Німеччині вживається термін «Stadtbahn» (не плутати зі S-Bahn). На початку UMTA пропонувало вживати дослівний переклад з німецької — «міський трамвай», але врешті-решт зупинилися на терміні «light rail». Термін «light» («легкий») означав «призначений для меншого навантаження і швидшого руху» і не мав відношення до фізичної ваги рейок чи вагонів.
Головною відмінною рисою легкорейкового транспорту, як і випливає з назви, є менше допустиме навантаження на вісь, на відміну від метрополітену (15 тонн)
|  | Колія для LRT загалом споруджується з тих же матеріалів, що і пасажирська чи транспортна залізнична колія. Крім того, вагони можуть бути такої ж ваги, як і в пасажирських поїздах. Тому термін light rail (укр. легкорейковий) є суперечний і неправильно трактований. Оригінальний текст (англ.) Tracks for light rail transit are generally constructed with the same types of materials used to construct “heavy rail”, ”commuter rail”, and railroad freight system. Also, light rail vehicles may be as massive as transit cars on heavy rail systems. Consequently, the term “light rail” is somewhat of an oxymoron and often misunderstood. |

## Історія
Протягом 1950-х років популярність міських трамваїв у багатьох країнах швидко падала, було закрито багато ліній, розібрані колії і перероблені вагони. Особливо інтенсивно даний процес проходив у США та Великій Британії, де різко зросла популярність та доступність приватних автомобілів. До 1962 у Великій Британії були ліквідовані усі трамваї, за винятком трамвая в місті Блекпул, який перетворився на туристичну атракцію і символ міста.
Проте в наступні роки виявилося, що ні приватний автомобіль, ні жоден інший вид громадського транспорту не може повністю замінити трамвай. Сучасні технології швидкісного трамвая були закладені в Західній Німеччині. Після Другої світової війни Німеччина змогла зберегти більшість своїх трамвайних транспортних систем і згодом переробила їх у сучасні штадтбани. Зараз майже всі великі та середні міста Німеччини мають швидкісні трамваї.
Хоча окремі традиційні трамваї ще збереглися до сьогодні, термін «швидкісний трамвай» почав означати інший вид колійного транспорту. Відмінності швидкісного трамвая (далі — LR) від традиційного трамвая вперше були сформульовані 1962 року H. Dean Quinby:
- більша місткість вагонів;

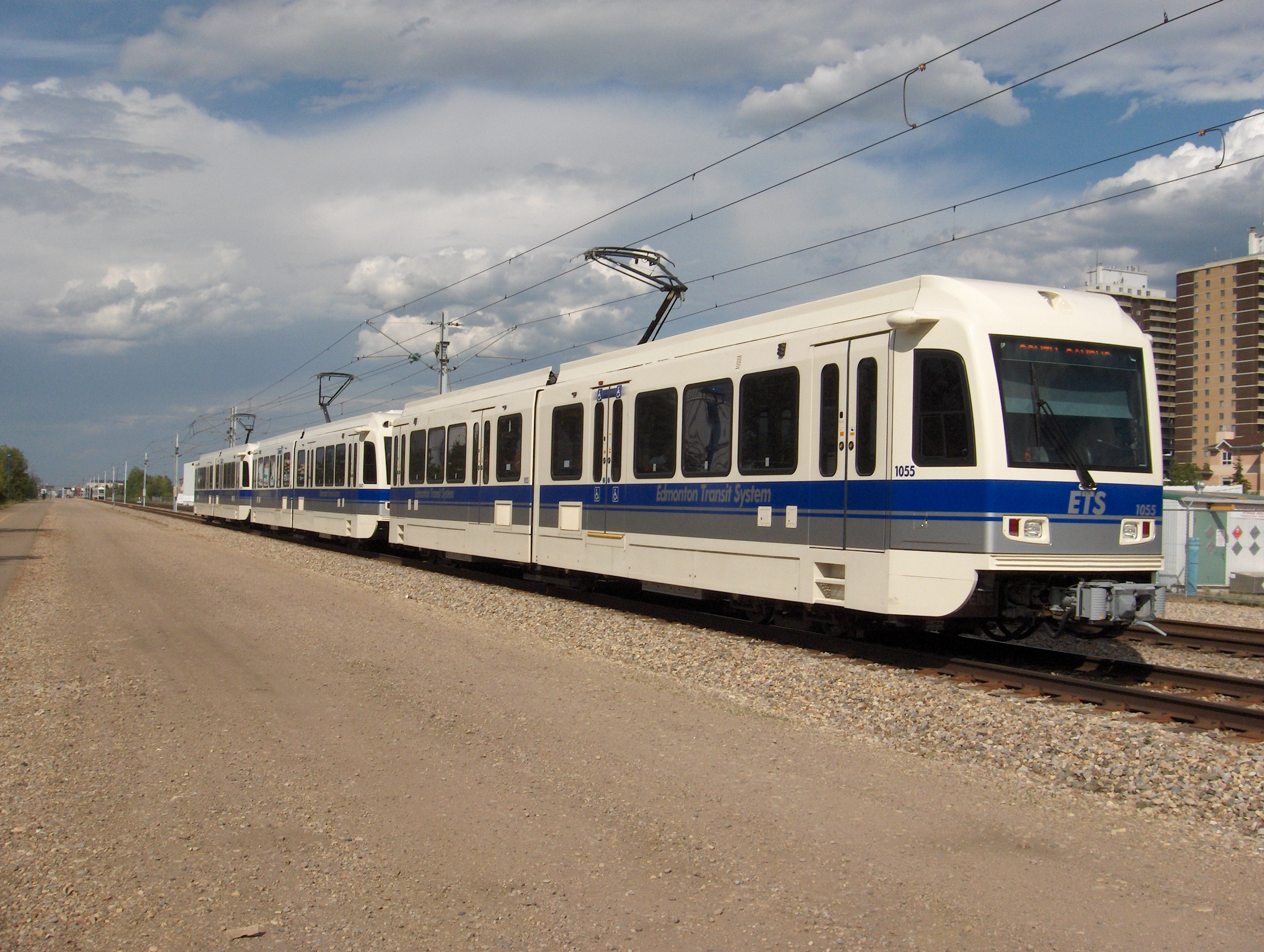
Швидкісний трамвай в Едмонтоні (Альберта, Канада) був першим сучасним LR у Північній Америці

- зовнішній вигляд більш нагадує поїзд з одним або кількома вагонами;
- вагони мають кілька дверей для прискорення посадки-висадки;
- вища швидкість і менший рівень шуму.

Перший LR у Північній Америці відкрили 1978 року в канадському Едмонтоні (Альберта), де почали курсувати західнонімецькі вагони Siemens-Duewag U2. Протягом наступних років подібні вагони курсували вже в Калгарі (Альберта) і в Сан-Дієго (Каліфорнія). Нова система швидко стала популярною, особливо у США. Зараз майже 40 міст США мають швидкісний трамвай.
Велика Британія почала заміну старих трамвайних ліній на LR у середині 1980-х, починаючи з метрополітену Тайн-енд-Віра і наступним DLR у Лондоні. Тренд швидкісного трамвая остаточно закріпився у Сполученому Королівстві 1992 року, після успішного відкриття лінії Manchester Metrolink у Манчестері.

## Системи швидкісного трамвая

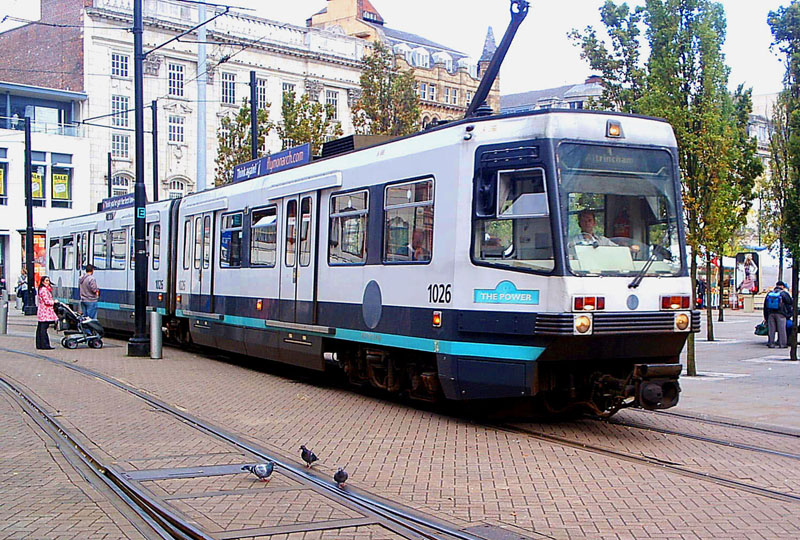
Manchester Metrolink у центрі Манчестера, взірець LR на вуличному рівні

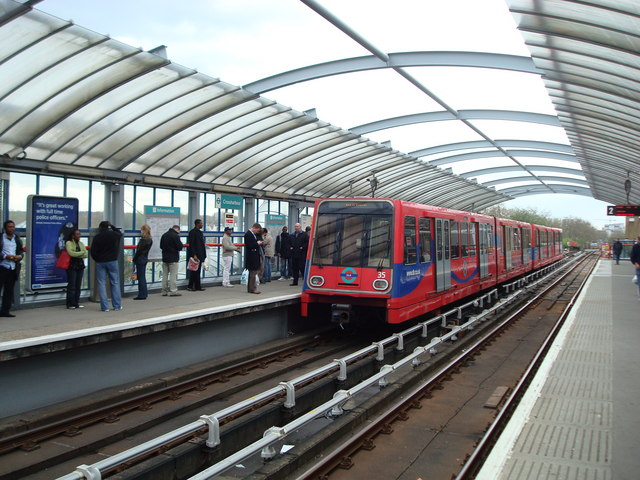
Взірець повного відділення LR від дороги загального користування (Лондон)

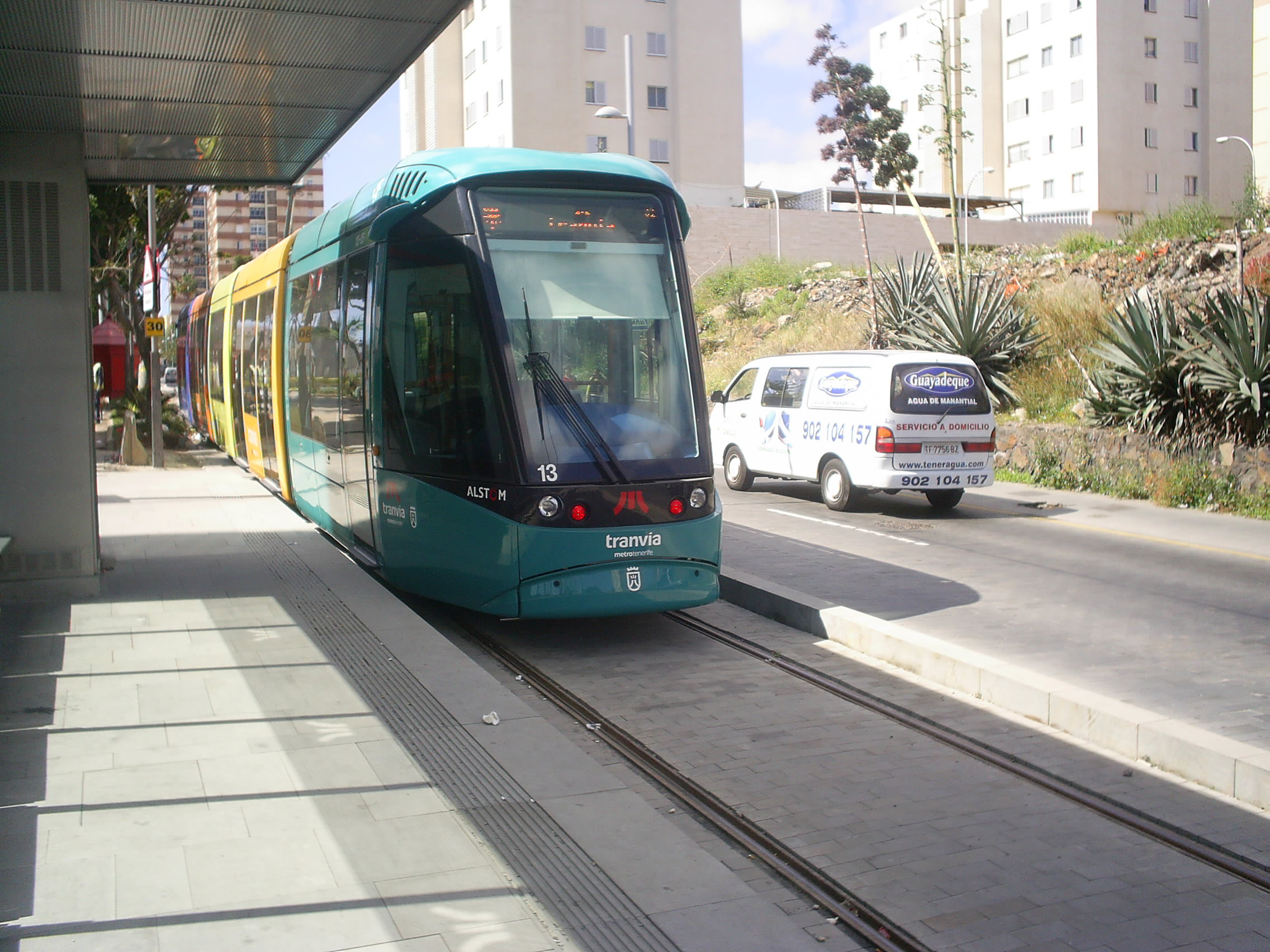
Tranvia (швидкісний трамвай) (місто Тенерифе, Іспанія) функціонує на рівні вулиці, але відділена від іншого транспортного потоку

Через різницю в означеннях швидкісного трамвая інколи складно відрізнити його від інших форм рейкового транспорту. Система, що називається швидкісним трамваєм в одному місті, може вважатися звичайним трамваєм в іншому, а ще в іншому місті це могли б називати легким метрополітеном. Інші ж системи, як, наприклад, Sprinter у Каліфорнії за характеристиками наближені до приміського електропоїзда.

### Нижчий рівень
Спрощений LR складно розмежувати зі звичайним міським трамваєм. Технології спорудження дуже схожі, на обох можуть курсувати однакові вагони. Тому інколи терміном «light rail» називають обидві транспортні системи. У цьому випадку «light rail» є синонімом «легкорейкового транспорту» в українській (і російській) термінології. Саме тому трохи вдосконалена трамвайна лінія у Львові часто називається швидкісним трамваєм.
Два основні види трамвая:
1. Традиційний міський тип, у якому рейки прокладені по вулицях загального користування і вагони рухаються в загальному змішаному транспортному потоці. Зупинки розміщені часто, світлофори можуть мати окремі секції для трамвайного руху. Рейкова колія вкладена урівень з покриттям дороги і не створює перепон для руху.
2. Сучасний варіант, де вагони рухаються по виділених смугах руху і часто повністю відділені від загального транспортного потоку. Зупинки розміщені на довших перегонах і посадка-висадка пасажирів здійснюється з платформ. Трамвайна колія візуально більш виділяється від іншої проїзної частини, можуть бути влаштовані залізничні переїзди або навіть транспортні розв'язки у двох рівнях для беззупинкового проїзду перехресть трамваями.

Багато ліній швидкісних трамваїв, навіть старих конструкцій, поєднують рух у загальному транспортному потоці та рух на відділених смугах. У деяких країнах (найчастіше в Європі) лише виділені смуги руху вважаються швидкісним трамваєм. У цих містах трамвай, що курсує в загальному потоці, вважається традиційним вуличним трамваєм (streetcars або trams). Відділення смуги руху, проте, може бути лише легко означеним — кольором, тактильним покриттям, невеликими бетонними чи кам'яними блоками. Швидкісний трамвай у Сіетлі ділить відокремлену смугу разом з автобусами.
В умовах, коли LR надається відділена смуга руху посередині наявної дороги, відділення не може бути абсолютним на довгих перегонах. Для автомобілів спеціального призначення (пожежних, медичної допомоги, поліції) мають бути передбачені окремі ділянки, де вони можуть перетнути трамвайну колію (наприклад, для розвороту), або об'їхати автомобілі, що зупинилися. На цих ділянках влаштовуються понижені бордюри, а в міжрейковий простір вкладають бетонні плити (англ. embedded track). Для створення можливості об'їзду достатньо вкласти плити в простір між рейками одної лінії та між зовнішньою рейкою та пониженим (або виположеним) бордюром.

### Вищий рівень

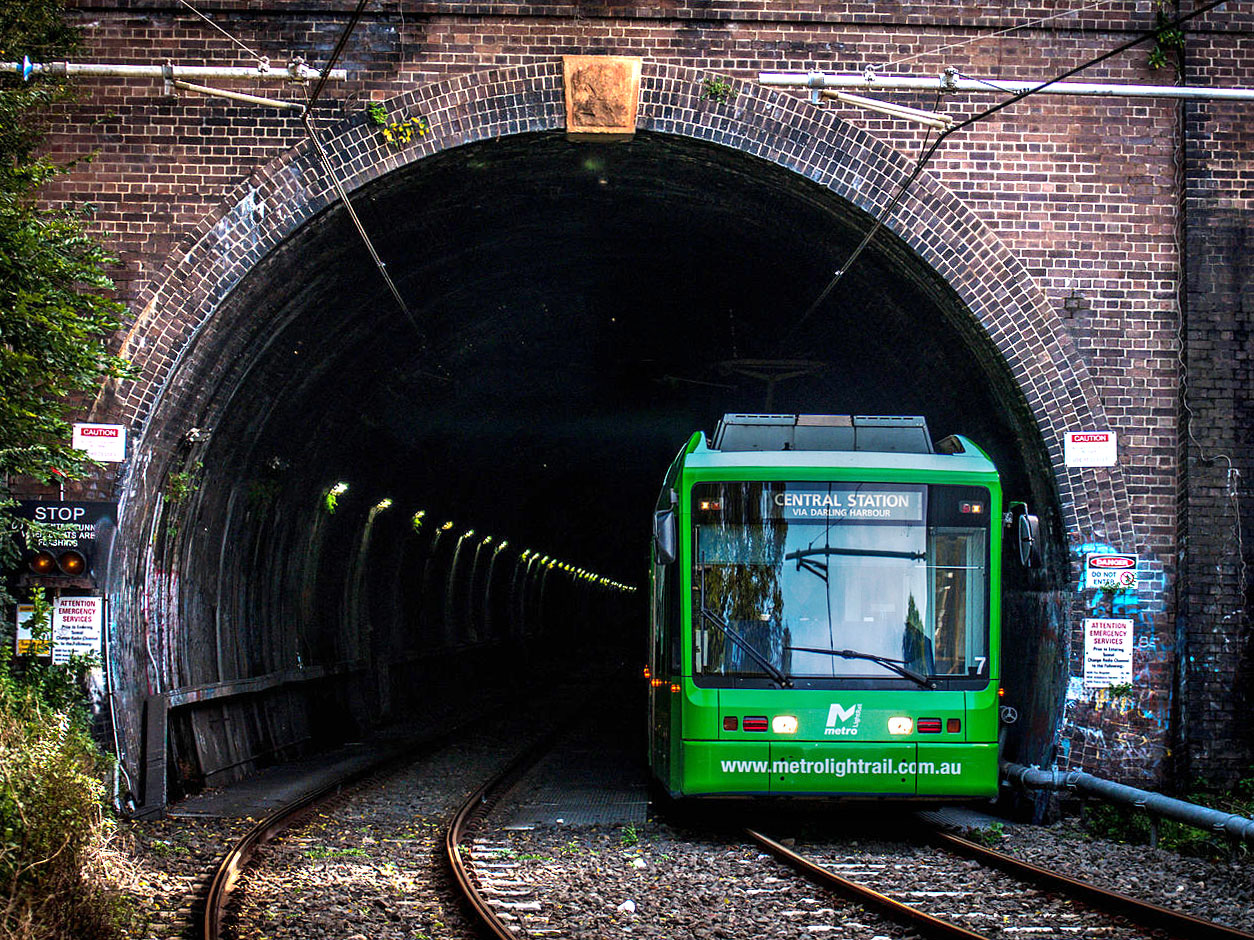
Лінія Dulwich Hill Line у Сіднеї використовує відділену колію і вуличну колію на коротких вуличних перегонах

Швидкісний трамвай, реалізований на цьому рівні, складно розмежувати з метрополітеном, як, наприклад, підвісна дорога в місті Вупперталь (Німеччина, Північний Рейн-Вестфалія), Green Line «D» Branch у Бостоні (Массачусетс), або Доклендське легке метро у Лондоні, яке мало чим відрізняється від лондонського метрополітену, але офіційно вважається швидкісним трамваєм.
У Європі та Азії термін light rail все більше вживають до будь-якого рейкового транспорту, крім залізничного. Наприклад, Швидкісний трамвай Маніли і MRT-3 в Манілі (Філіппіни) згадуються, як light rail, незважаючи на те, що це фактично метрополітен на естакадах. У Китаї лінії метрополітену на естакадах метро Шанхаю, метро Ухань, метро Далянь також називають light rail. Навпаки, в Північній Америці такі транспортні системи не вважаються light rail.

### Змішані системи
Багато систем LR мають змішані характеристики. На окремих ділянках вони можуть працювати як звичайні трамваї, потім бути на виділеній смузі, занурюватися в тунелі і виходити на естакади. Наприклад, швидкісний трамвай Eglinton Crosstown Line, що споруджується в Торонто, у західній частині проходить по естакаді, потім майже 10 км йде по підземному тунелю (глибше від існуючих ліній метро), і останні 9 км пролягає по виділеній смузі руху посередині вулиці Eglinton Ave East.
Інший приклад — Золота лінія швидкісного трамвая в Лос-Анжелесі має ділянки, кожна з яких може окремо вважатися, як вуличний трамвай, легкий метрополітен і повний метрополітен.
Є приклади, коли залізничний транспорт з високими підлогами проходить по вулицях у рівні з проїзною частиною. В англомовній термінології цей випадок носить назву street running — «пролягати або проходити по вулиці».

### Швидкість руху та частота зупинок
У деяких країнах LR називають всі колійні види транспорту з низькою швидкістю і частими зупинками. Прикладами таких ліній є швидкісні трамваї MTR у Гонконзі та MTR у Сан-Дієго. Обидві системи працюють, як приміські пасажирські поїзди, але через часті зупинки вважаються швидкісними трамваями.

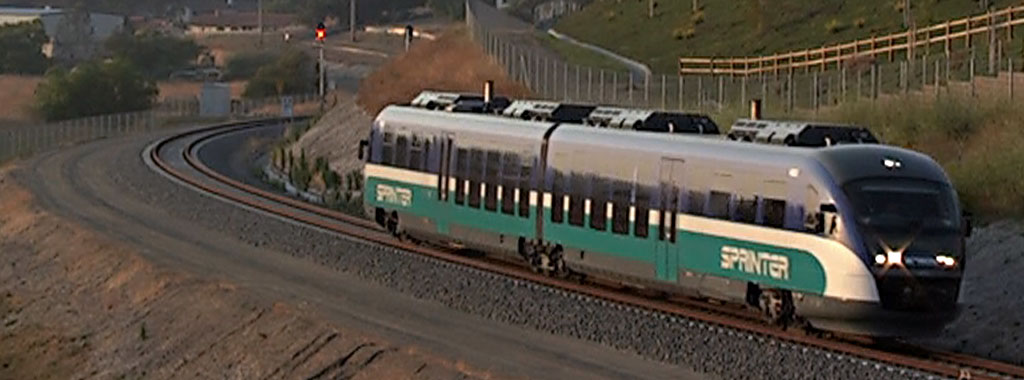
Швидкісний трамвай у Сан-Дієго

Середня швидкість швидкісного трамвая (з урахуванням зупинок) в окремих містах США:
| Система                                                                | Середня швидкість (км/год)1 |
| ---------------------------------------------------------------------- | --------------------------- |
| Light RailLink (Балтимор)                                              | 39                          |
| Red Line (Даллас)                                                      | 34                          |
| Blue Line (Даллас)                                                     | 31                          |
| Alameda — Littleton (Денвер)                                           | 61                          |
| Downtown — Littleton (Денвер)                                          | 42                          |
| Blue Line (Лос-Анжелес)                                                | 39                          |
| Green Line (Лос-Анжелес)                                               | 61                          |
| TRAX (Солт-Лейк-Сіті)                                                  | 39                          |
| 1 Середня швидкість руху автобусів у цих містах становить 19—21 км/год |                             |

Швидкісні трамваї не завжди мають нижчу максимальну швидкість у порівнянні, наприклад, з метрополітеном. Вагони Siemens S70, що курсують у Х'юстоні (США) та в інших північноамериканських містах, розвивають швидкість до 106 км/год, у той самий час поїзди метрополітену Монреаля можуть розігнатися лише до 72 км/год, а середня і максимальна швидкості швидкісного трамвая Лос-Анжелеса вищі за швидкості метрополітенів Монреаля і Нью-Йорку. Різниця ж полягає в тому, що і Монреальський, і Нью-Йоркський метрополітени перевозять більше пасажирів, ніж будь-які американські швидкісні трамваї. Вони швидше розганяються і гальмують, що скорочує час переміщення між станціями, особливо в центральній, густонаселеній частині міст. Тому при меншій максимальній швидкості вони є більш продуктивними. Існують випадках, коли лінії швидкісних трамваїв прокладаються у районах з нещільною забудовою та меншим пасажиропотоком, але більша швидкість сполучення та менша собівартість перевезень роблять їх конкурентоспроможними з автомобільним транспортом.

## Різновиди швидкісного трамвая

### Трамвай на залізничній колії

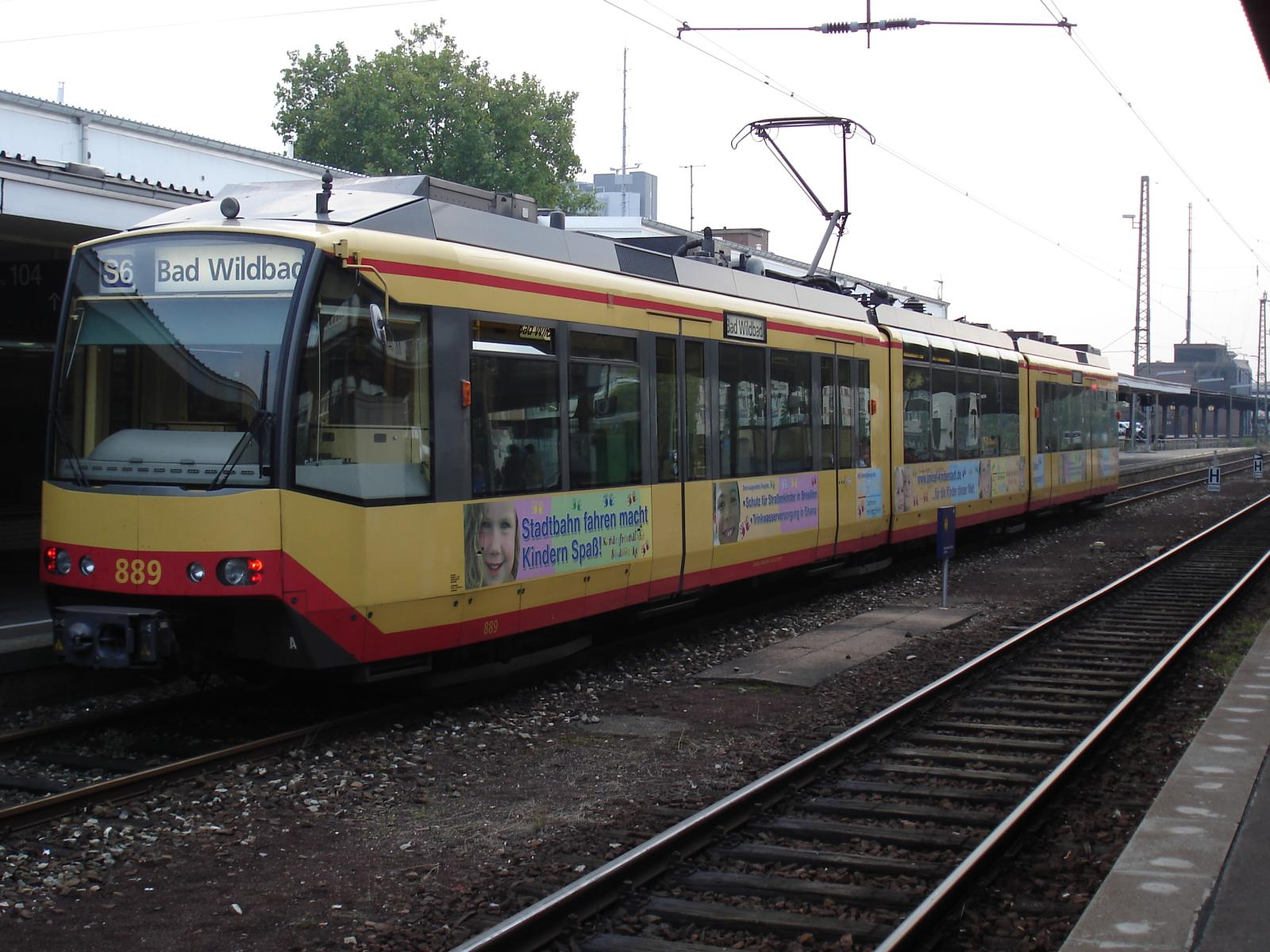
Трамваї системи штадтбан у Карлсруе частково використовують залізничну колію

Швидкісні трамваї в Карлсруе, Кассель та Саарбрюкен частково використовують залізничну колію, поділяючи її з поїздами. Відповідно, двигуни у вагонах можуть працювати від постійної напруги 750 В та змінної 15 кВ. У Нідерландах цей принцип був реалізований у системі RijnGouweLijn. Комбінування колій дозволяє пасажирам з навколишніх населених пунктів доїхати без пересадки до центру міста. У Франції подібна система планується для Парижа, Мюлуза та Страсбурга.
Інколи до мережі колій швидкісних трамваїв долучаються закинуті або маловживані ділянки залізниць без їх реконструкції. При цьому потрібно узгоджувати окремі проблемні ситуації:
- сумісність систем безпеки;
- різні схеми живлення, включаючи види напруг та способи подачі їх до вагонів;
- ширину вагонів і зазор між вагоном та платформою;
- висоту платформ.

У США існують історичні приклади використання швидкісним трамваєм залізничної колії. Транспортна система LVT у Пенсильванії використовувала залізничну колію Philadelphia and Western Railroad (вона була закрита 1972 року). Зараз вагони швидкісного трамвая практично неможливо поставити на залізничну колію, оскільки Федеральна Адміністрація Залізничного Транспорту (англ. Federal Railroad Administration) з міркувань безпеки не дозволяє трамвайним вагонам рухатися по одній колії з залізничним транспортом. Винятком є NJ Transit у Нью-Джерсі (ділянка між Камден і Трентон) та Capital MetroRail в Остін (Техас). Трамваї там можуть використовувати залізничну колію лише вдень, а поїзди — лише вночі, причому між ними є перерва в кілька годин. O-Train Trillium Line в Оттаві теж можуть рухатися по залізниці в певні години доби.

### Живлення від контактної рейки

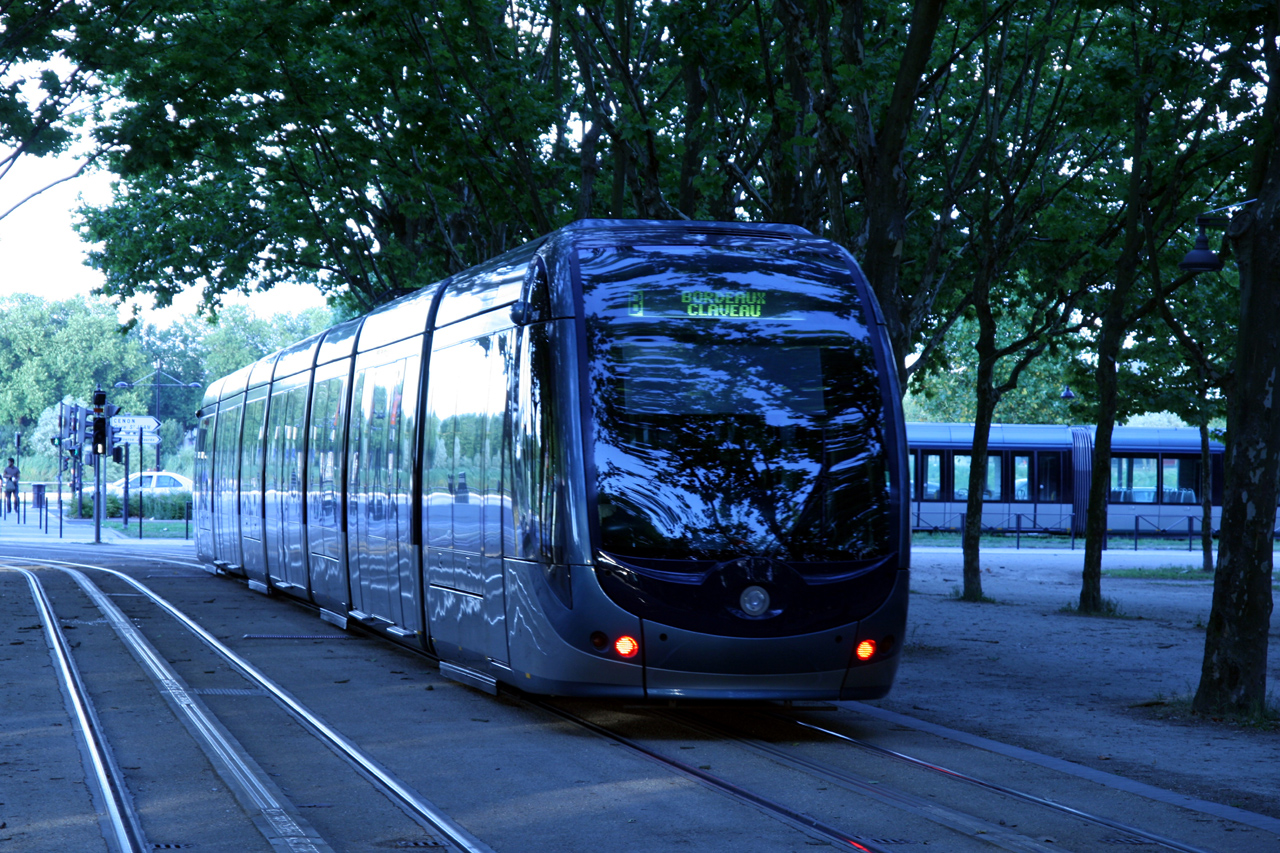
Швидкісний трамвай у Бордо (Франція) використовує живлення від контактної рейки

У XIX столітті, коли розпочали впроваджуватися вуличні трамваї, контактна рейка була одним із перших способів подання напруги до вагонів, але ця система виявилася дорожчою, складною і проблемною в обслуговуванні, ніж контактна мережа. Коли трамваї стали поширеним і звичним транспортним засобом, контактна рейка залишилася лише в містах, де неможливо було провести контактну мережу. У Європі — у Лондоні, Парижі, Берліні, Марселі, Будапешті та Празі. У США — в частині Нью-Йорку та у Вашингтоні.
У Франції в місті Бордо напруга до трамвайної лінії подається по третій рейці навіть на ділянках, де колія не відмежована від пішохідного та автомобільного руху. Третя рейка (насправді — дві близько розміщені рейки) розміщена посередині колії і поділена на секції по вісім метрів. Кожна секція є незалежною та ізольованою від суміжних і напруга до неї подається лише тоді, коли вона повністю закрита трамвайним вагоном. Це унеможливлює контакт пішоходів чи домашніх тварин з рейкою та ураження їх струмом. На ділянках з відділеною колією живлення подається через контрактну мережу. Система живлення Bordeaux tramway коштувала втричі дорожче, ніж звичайна контактна мережа і потребувала два роки налагодження, поки змогла вважатися безпечною. Втім, експлуатація та утримання цієї інноваційної мережі живлення залишаються ще досить дорогим задоволенням. Але, не зважаючи на часті перебої з напругою, система має успіх у населення, перевозячи до 190 тис. пасажирів за день.

### Безпілотні вагони
Деякі системи швидкісних трамваїв вже використовують безпілотні вагони. Серед них AirTrain JFK у Нью-Йорку, DLR у Лондоні, Kelana Jaya Line у Куала-Лумпур (Малайзія). Вагони SkyTrain у Ванкувері (Канада) курсують в автоматичному режимі, а такі ж вагони в Торонто (Легкий метрополітен Скарборо) керуються водіями. Такі спеціалізовані повністю автоматичні колійні лінії не вважаються швидкісним трамваєм, їх позначають окремим терміном — Піплмувер.

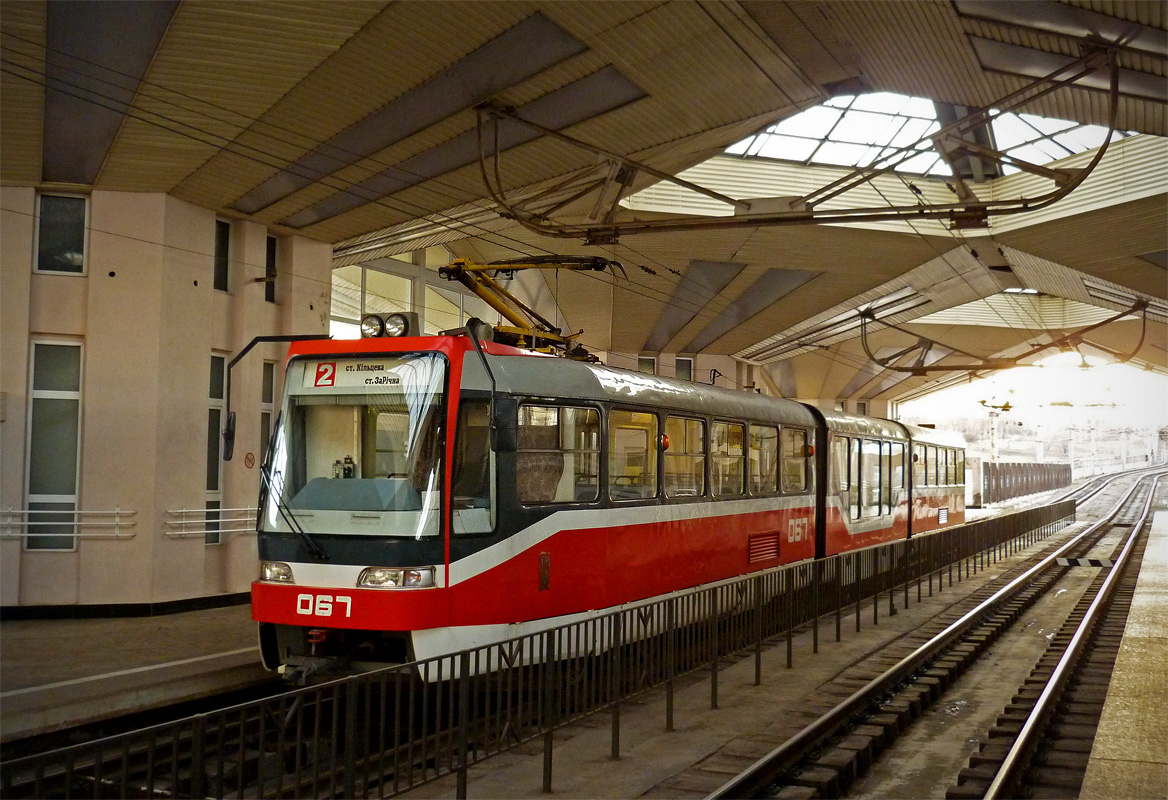
Метротрам Кривого Рогу, Станція «Зарічна»

Швидкісний трамвай у Києві (житловий масив Відрадний)

## Ефективність
Більшість систем швидкісного трамвая в США стримують свій розвиток радше внаслідок недостатньої потреби в них, ніж через їх продуктивність. Загалом більшість північноамериканських систем перевозять менше ніж 4 тис. пасажирів на годину в одному напрямку, але в Бостоні та Сан-Франциско швидкісний трамвай провозить, відповідно, 9600 і 13 100 пасажирів у час пік. В інших містах Північної Америки — C-Train у Калгарі і Monterrey Metro у Монтеррей (Мексика) мають більшу пропускну спроможність, ніж у Бостоні чи Сан-Франциско. Поза Америкою, швидкісні трамваї мають ще більші потужності. Швидкісний трамвай Маніли справляється зі 40 тис. пасажирів, а її Перша Лінія за день перевозить 582 989 клієнтів.
Така потужність досягнута використанням тандемів з чотирьох вагонів загальною місткістю 1350 пасажирів з інтервалом руху 2 хвилини. Втім, швидкісний трамвай у Манілі рухається повністю по відокремленій смузі руху і за багатьма експлуатаційними показниками є ближчим до легкого метрополітену, ніж до швидкісного трамвая. А потужність 1350 пасажирів на вагон притаманна більше звичайному метрополітену. Можна вважати, що цей швидкісний трамвай знаходиться у виключно сприятливих умовах.

### Порівняння з іншим колійним транспортом
Швидкісний трамвай пропонує гнучкі та широкі можливості у своєму проєктуванні, будівництві та експлуатації і при потребі за своїми характеристиками може наближатися до інших видів громадського транспорту.
| Альтернативний транспорт | Опис |
| ------------------------ | --- |
| Метрополітен             | Вагони швидкісного трамвая пристосовані до руху у змішаному транспортному потоці: вони вужчі, багатосекційні. Вагони метрополітену більші за габаритом, призначені для великих радіусів повороту, часто використовують контактну рейку і тому не придатні для швидкісного трамвая. Оскільки LR можуть функціонувати на існуючій вуличній мережі, то це дозволяє значно зекономити кошти, які були би потрібні для спорудження підземних тунелів чи естакад метрополітену. |
| Трамвай                  | Швидкісний трамвай має більшу місткість, вищі середні і максимальні швидкості. Практично всі сучасні вагони можуть об'єднуватися в тандеми, загальною довжиною більшою, ніж звичайний трамвай. Наприклад, тандем з двох трамваїв моделі Tatra KT4 мають загальну довжину трохи більшу за 36 м. Це максимальна довжина трамвая, що може рухатися в більшості міст України. Швидкісний трамвай Metrolinx у Торонто розрахований на використання тандемів загальною довжиною до 98 м. Сучасні вагони швидкісного трамвая розраховані на максимальну швидкість до 105 км/год, хоча на практиці швидкість обмежується 80 км/год.                                                        |
| Історичний трамвай       | Вид транспорту, що існує в багатьох містах як туристична пам'ятка. Не може бути конкурентом швидкісному трамваю, та й призначений він не для швидкого сполучення, а для туристичного огляду міста. |
| Легкий метрополітен      | Варіантом швидкісного трамвая є легкий метрополітен (англ. light rail rapid transit — LRRT). Його основні відмінні ознаки — повністю відділена смуга руху; більш прогресивний контроль руху, включно до часткової автоматизації; і, як результат цього, більш щільний графік руху; посадка та висадка здійснюються з високих платформ. Система за продуктивністю наближається до традиційного метрополітену, але є дешевшою завдяки використанню менших вагонів, коротших платформ та станцій, а також завдяки не таким жорстким обмеженням на поздовжні похили та радіуси поворотів, як для метрополітену.                                                                        |
| Інтерурбан               | Термін «Інтерурбан» зазвичай вживається до вагонів, що рухаються в межах міста як звичайний трамвай, але між містами мають свою виділену смугу руху. У період між 1900 та 1930 роками інтерурбан були популярні в США, особливо на Середньому Заході. Деякі з них, зокрема Red Devil, Bullet і Electroliner відносилися у свій час до швидкісної залізниці з максимальною швидкістю 145 км/год. В Європі інтерурбан відродився як трамвай-поїзд під різними місцевими назвами, який функціонує одночасно на трамвайній та залізничній коліях, при потребі перемикаючись на різні напруги живлення. Приклад — Stadtbahn Karlsruhe в Німеччині та лінія Шеффілд — Ротергем в Англії. |

#### Управління вагонами
Важливим фактором, що відрізняє швидкісний трамвай від більш технологічно складніших систем і, зокрема, від метрополітену, є необхідність в операторі вагона. Оскільки швидкісний трамвай часто поділяє смугу руху з автомобілями та іншими транспортними засобами, а інколи й з пішоходами, то присутність людини є необхідною для безпеки руху. Сьогодні не існує автоматизованої системи, яка могла б безпечно керувати транспортним засобом в умовах міста.

#### Джерела енергії

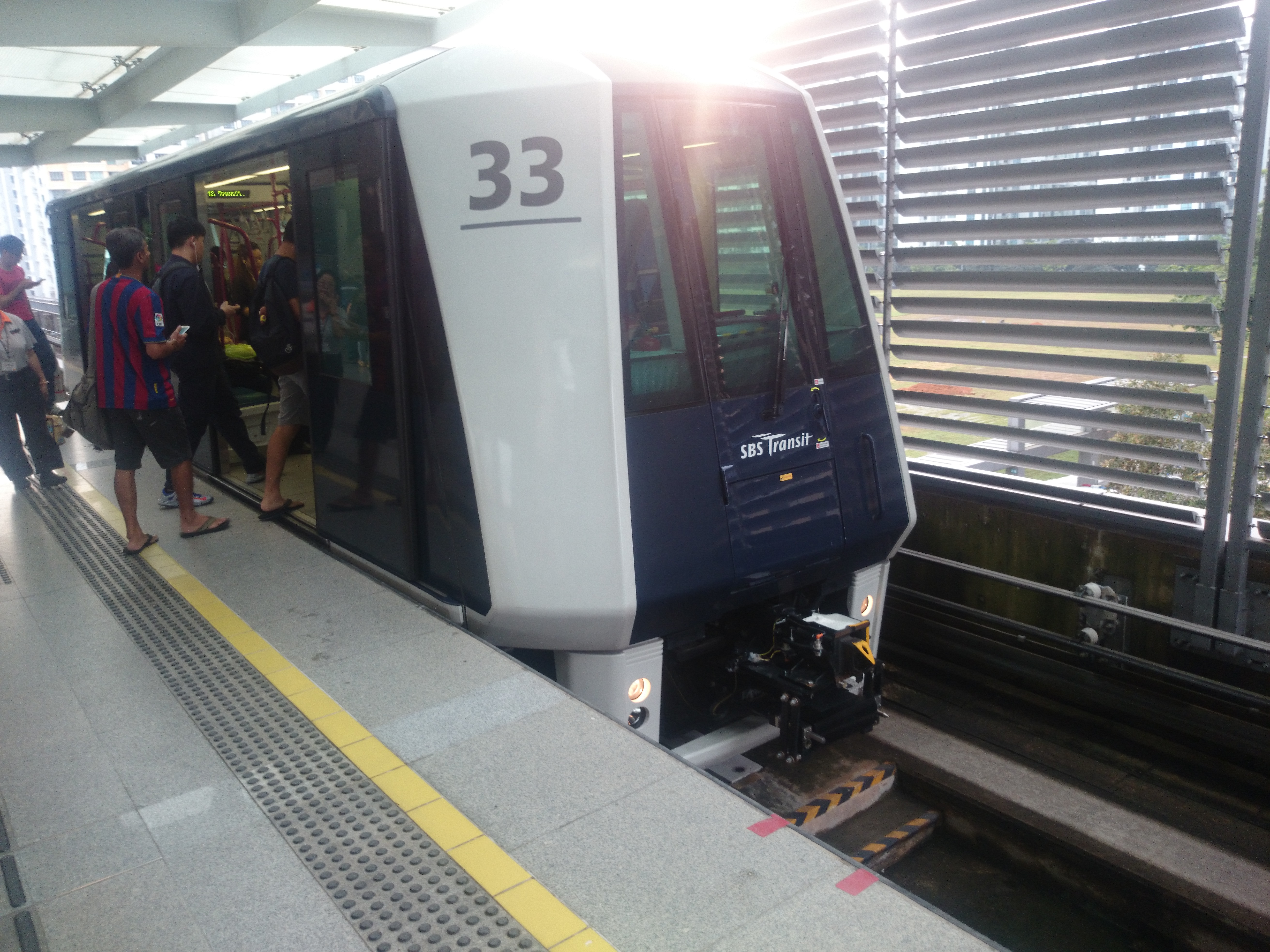
Crystal Mover (місто Міхара, Японія) використовує безпілотні вагони

## Вартість спорудження та експлуатації

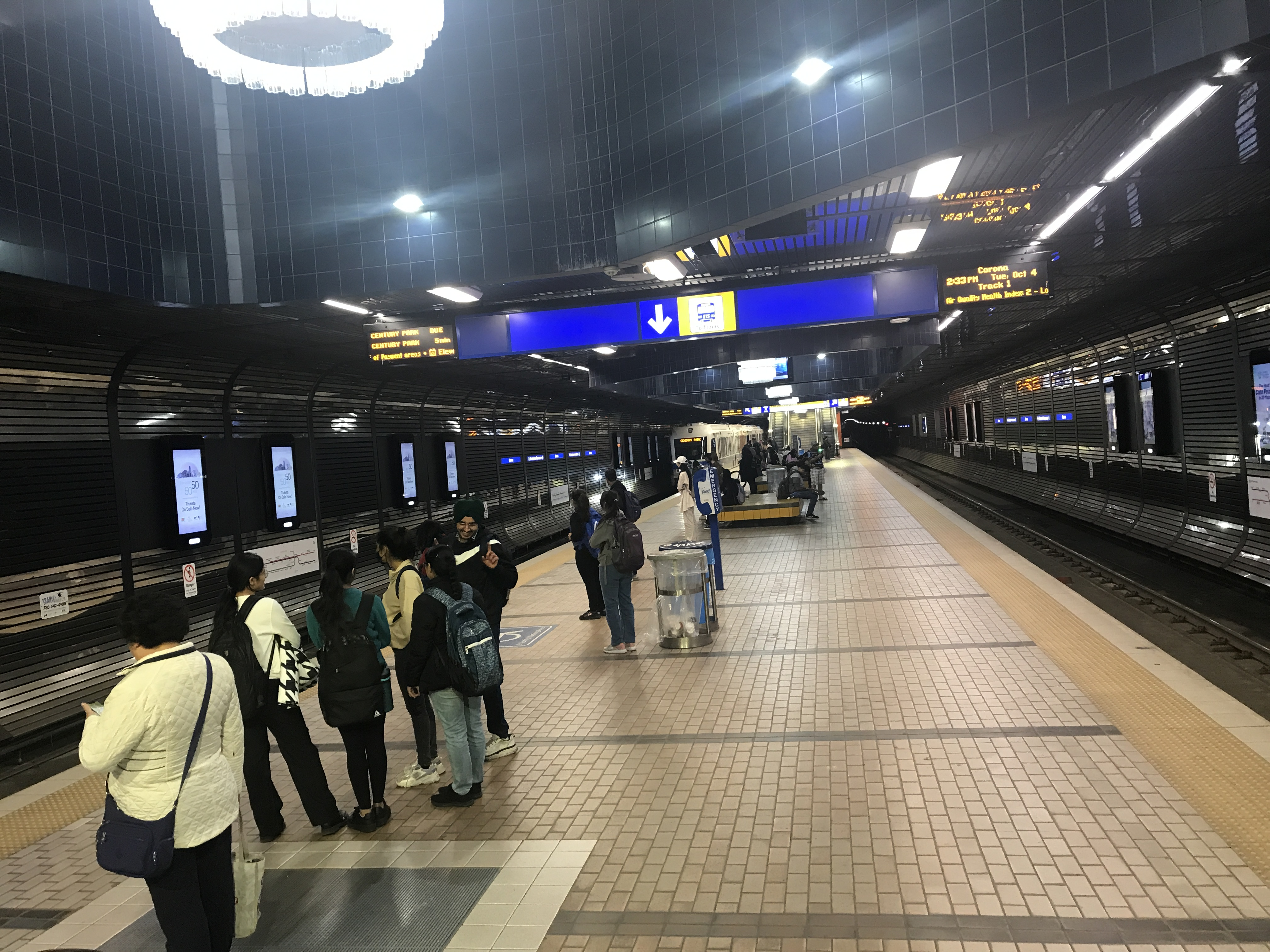
Підземна станція Corona швидкісного трамваю Едмонтона (Канада)

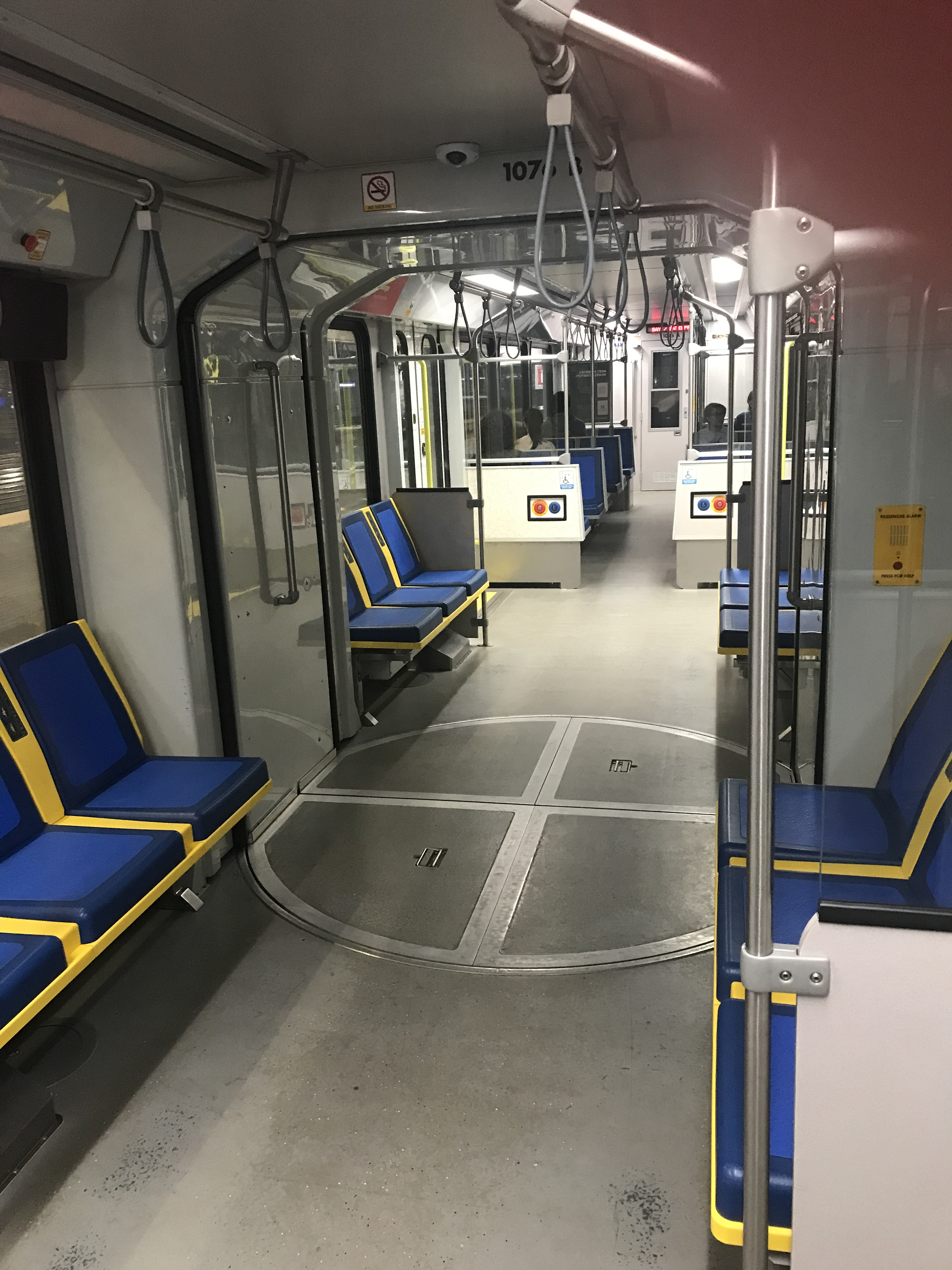
Вагон швидкісного трамваю в Едмонтоні (Канада)

## Стандарти

Стандартні трамвайні рейки

#### Висота підлоги
Останні покоління вагонів для швидкісного трамвая мають частково або повністю низьку підлогу, що лише на 300—360 мм вища за висоту рейок. Дитячі та інвалідні візки можуть відразу з платформи заїжджати в салон вагона без використання складних підіймачів. Це значно прискорює процес посадки-висадки пасажирів. Компромісним варіантом є додавання окремої секції з низькою підлогою до традиційного вагона, наприклад, як це реалізовано у вагонах К-1М8.